# 布洛马克
布洛马克（法語：Blomac，法語發音：[blɔmak] ⓘ）是法国奥德省的一个市镇，位于该省北部，属于卡尔卡松区。

## 地理
布洛马克（43°12'15"N, 2°35'47"E）面积8.41 平方千米，位于法国奧克西塔尼大區奥德省，该省份为法国南部沿海省份，北起塔恩省，西北接上加龙省，西接阿列日省，南至东比利牛斯省，东临地中海，东北与埃罗省接壤。
与布洛马克接壤的市镇（或旧市镇、城区）包括：卡庞迪、杜藏、马塞耶特、皮谢里克。
布洛马克的时区为UTC+01:00、UTC+02:00（夏令时）。

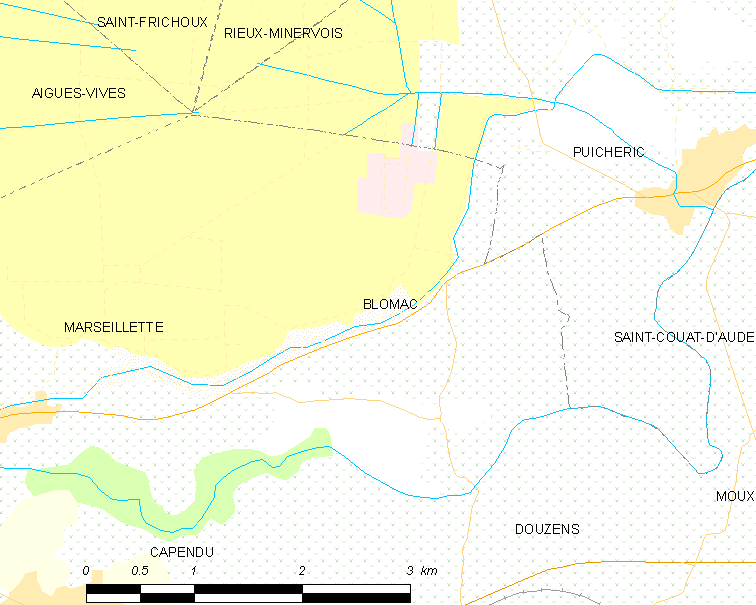
布洛马克的OSM定位图

## 行政
布洛马克的邮政编码为11700，INSEE市镇编码为11042。

## 政治
布洛马克所属的省级选区为亚拉里克山县。

## 人口

1962-2008年间布洛马克人口变化图示

布洛马克于2022年1月1日时的人口数量为254人。